# پیترو بالیسترری
پیترو بالیسترری (انگلیسی: Pietro Balistreri؛ زادهٔ ۱۴ ژانویهٔ ۱۹۸۶) بازیکن فوتبال اهل ایتالیا است.
از باشگاه‌هایی که در آن بازی کرده‌است می‌توان به باشگاه فوتبال رجینا، باشگاه فوتبال پروجا، باشگاه فوتبال کرمونزه، باشگاه فوتبال پیزا، باشگاه فوتبال پالرمو، و باشگاه فوتبال ترنانا اشاره کرد.
وی همچنین در تیم ملی فوتبال زیر ۱۹ سال ایتالیا بازی کرده‌است.